# ميدل تفوس (كورنوال)
ميدل تفوس (بالإنجليزية: Middle Taphouse)‏ هي قرية تقع في المملكة المتحدة في كورنوال.